# Curtis Thompson
Curtis Thompson (Trenton, 8 de febrero de 1996) es un deportista estadounidense que compite en atletismo. En los Juegos Panamericanos de 2023 obtuvo una medalla de oro en la prueba de lanzamiento de jabalina.

## Palmarés internacional
| Juegos Panamericanos | Juegos Panamericanos | Juegos Panamericanos | Juegos Panamericanos |
| Año                  | Lugar                | Medalla              | Prueba               |
| -------------------- | -------------------- | -------------------- | -------------------- |
| 2023                 | Santiago (Chile)     | Medalla de oro       | Jabalina             |